# Norma kompetencyjna
Norma kompetencyjna – norma prawna, która udziela upoważnienia (kompetencji) do ważnego dokonania określonej czynności konwencjonalnej. Aby czynność konwencjonalna została dokonana, ważnie muszą być spełnione dwa warunki: musi być ona dokonana w określony sposób i podmiot, który jej dokonuje, musi mieć do tego kompetencje nadane mu przez normę kompetencyjną. 
Norma kompetencyjna nie nakłada na podmiot kompetentny żadnych obowiązków wobec swojej kompetencji. Obowiązki te pojawiają dopiero wtedy, gdy ustawodawca obok normy kompetencyjnej ustanowi jakieś inne normy merytoryczne związane z tą kompetencją. Wówczas podmiot kompetentny może się znaleźć w jednej z trzech sytuacji: 
- nie została ustanowiona żadna norma merytoryczna nakazująca korzystać z kompetencji (np. taką kompetencję ma Prezydent RP do stosowania prawa łaski),
- obok normy kompetencyjnej została ustanowiona norma merytoryczna nakazująca podmiotowi kompetentnemu skorzystanie z kompetencji, wówczas podmiot ten może zdecydować, czy ma z tej kompetencji skorzystać (np. gdyby norma nakazywała podmiotowi przyznać nagrodę z tytułu 25-lecia nienagannej pracy) lub nie może decydować o tym, czy z kompetencji skorzystać czy też nie (np. gdyby norma nakazywała podmiotowi przyznać nagrodę z tytułu 25-lecia pracy),
- obok normy kompetencyjnej została ustanowiona norma merytoryczna zakazująca podmiotowi kompetentnemu skorzystania z kompetencji w pewnych okolicznościach; w przypadku niezastosowania się do normy zakazującej, to czynność ta może być: nieważna z mocy prawa, unieważniona, pozostać ważna; natomiast podmiot, który przekroczył tę normę zakazującą, może znaleźć się w sytuacji gdy: nie przewiduje się żadnego zła dla niego, będzie odpowiadał służbowo, przewiduje się odpowiedzialność karną.

Przepisy kompetencyjne są podstawą do wydawania rozporządzeń.